# Campeonato Mineiro 1949
In 1949 werd het 35ste Campeonato Mineiro gespeeld voor voetbalclubs uit de Braziliaanse staat Minas Gerais. De competitie werd gespeeld van 15 mei tot 20 november en werd georganiseerd door de Federação Mineira de Futebol. Atlético werd kampioen.

## Eindstand
| Plaats | Club             | Wed. | W  | G | V  | Saldo | Ptn. |
| ------ | ---------------- | ---- | -- | - | -- | ----- | ---- |
| 1.     | Atlético         | 18   | 14 | 2 | 2  | 50:23 | 30   |
| 2.     | América          | 18   | 13 | 3 | 2  | 43:20 | 29   |
| 3.     | Cruzeiro         | 18   | 9  | 4 | 5  | 25:22 | 22   |
| 4.     | Metalusina       | 18   | 6  | 2 | 10 | 29:36 | 14   |
| 5.     | Villa Nova       | 18   | 3  | 5 | 10 | 30:37 | 11   |
| 6.     | Siderúrgica      | 18   | 4  | 3 | 11 | 26:48 | 11   |
| 7.     | Sete de Setembro | 18   | 4  | 1 | 13 | 21:39 | 9    |

|  | Kampioen |

### Kampioen
| Campeonato Mineiro de 1949 |
| -------------------------- |
| ATLÉTICO 13º Titel         |